# Vellozia obtecta
Vellozia obtecta är en enhjärtbladig växtart som beskrevs av Mello-silva. Vellozia obtecta ingår i släktet Vellozia och familjen Velloziaceae. Inga underarter finns listade.